# 藤敏也
藤 敏也（ふじ としや、1963年7月12日 - ）は日本の俳優。本名は同じ。フリー。
石川県出身。身長187cm。体重75kg。血液型はA型。石川県立鹿西高等学校卒業。

## 来歴・人物
幼少期からテレビで放送されていた映画や学校演劇鑑賞会などで芝居の世界に親しみ、俳優を志す。演劇集団 円の演劇研究所を経て、1986年に文学座研究所入所し研修生となる。
1990年にテレビ朝日で放送された『地球戦隊ファイブマン』の主演・星川学 / ファイブレッド役を演じて人気を博す。
1992年、正座員昇格。文学座を離れた後も主に舞台で活躍している。
趣味はツーリング、読書。特技は料理、バレーボール。高校時代はバレーボール部に所属しており、実業団からの誘いもあったという。

## エピソード
演技を行うことについては、自身は人見知りでコミュニケーションが得意な方ではないが、芝居という仮面をつけることで自分が解放されるような気持ちになると述べている。
演劇集団 円の試験を受けた際は、親には大学受験をすると偽って上京していた。

### 『ファイブマン』に関するエピソード
スーパー戦隊シリーズには以前にも悪役のオーディションを受けており、そのことが縁で東映プロデューサーの鈴木武幸から声を掛けられた。その後、オーディションなしで出演が決定したが、自身はアクションの経験がないことや、高身長であるため他のメンバーとのバランスが不安だったことなどから、1ヶ月ほどは自身が出演するにふさわしいかどうか思い悩んでいた。実際に演じた星川学は、一般的なヒーローのイメージである熱血漢ではなく、落ち着いた長男という設定であったため、役としてやりやすかったという。
当初は電車で撮影に通っていたが、早朝集合や撮影が遅くなった際は共演者の小林良平の車で送り迎えをしてもらっていた。その後、送り迎えの頻度が多くなったため、自身でオートバイを購入して通うようになった。
初期の撮影で背落ちの撮影をした際に後頭部を岩で打ち、病院に搬送された。怪我は大事に至らず、このことをきっかけにそれまで冷たくあしらわれていたアクションチームから「思い切りがいい」と認められたという。
当初は、敵を指差すなどの大げさな演技を苦手としていたが、監督の東條昭平に子供が観る番組であるからそういった演技が必要であることを厳しく指導され、その後は開き直って演技できるようになったという。このことは、後に新劇でシェイクスピアなどの古典作品を演じるときにも役立っていると述べている。
第20話でのゲストキャラ・グンサーとの別れのシーンでグンサーの名をつぶやくセリフが撮影でもアフレコでもうまくいかず、現在でも心残りであるという。
『ファイブマン』の共演者とはその後も交流が続いており、信達谷圭を介して戦隊関連のイベントに出演することもある。

## 出演

### テレビドラマ
- 西田敏行の泣いてたまるか（1986年）[2]
- 避暑地の猫（1988年、テレビ朝日）
- 夜の長い叫び（1989年、NHK）
- スーパー戦隊シリーズ
  - 地球戦隊ファイブマン（1990年3月2日 - 1991年2月8日、テレビ朝日）星川学 / ファイブレッド 役
  - 忍風戦隊ハリケンジャー 第28話（2002年9月1日、テレビ朝日）羅門勇作 役
- 生きて行く私 第21・22話（1991年、フジテレビ）三宅三郎 役
- メタルヒーローシリーズ
  - 特救指令ソルブレイン 第31話（1991年8月18日、テレビ朝日）南部光利 役[注 1]
  - ブルースワット 第26話（1994年7月24日、テレビ朝日）浦野五郎 役
- デパート!夏物語（1991年7月2日 - 9月、TBS）
- 土曜ワイド劇場 / 密会の宿 女と男の殺人ドライブ（1993年、テレビ朝日）中村雄次 役
- 約束の街・札幌（1996年、北海道テレビ）
- 女たちの聖戦（ジハード） 第3話（1997年、NHK）平木淳 役
- 甘辛しゃん 第140・145・146話（1997年、NHK）遠藤 役
- 金曜エンタテイメント / ニュースキャスター沢木麻沙子 京都・出雲殺人事件（1998年、フジテレビ）
- はぐれ刑事純情派新春スペシャル 安浦刑事、九州天草へ飛ぶ!（1999年、テレビ朝日）
- 青い鳥症候群 第7話（1999年、テレビ朝日）
- キャスター 第4話（2025年5月4日、TBS） - 警備員 役[3]

### 舞台
- 神々の深き欲望（1989年、文学座アトリエ）
- 島（1991年、文学座アトリエ勉強会）
- ジュリアス・シーザー（1991年、東京グローブ座）オクテーヴィアス・シーザー 役
- アントニーとクレオパトラ（1991年、東京グローブ座）オクテーヴィアス・シーザー 役
- 他人のフリン見て…（1992年）
- 冷い女―つめたいオンナ―（1992年、東京・博品館劇場 / 大阪・近鉄小劇場）
- お気に召すまま（1992年、劇工房ライミング）オーランドー 役
- 大悲劇（1993年、シアターVアカサカ）秋田健 役
- 恋と仮面とカーニバル（1993年、文学座）ドン・アントーニオ 役
- ビンゴ―死と金―（1993年、劇工房ライミング）
- マクベス（1994年、劇工房ライミング）マルカム 役
- 女をやめた!（1995年、アトリエパネスカンパニー）湯浅マモル 役
- ラフカット'95村田さん（1995年）
- 洪水の前（1996年）日暮隆夫 役
- ステインアライブ（1996年）
- 大浦屋お慶（1996年）遠山一也 役
- 第17捕虜収容所（1997年、大阪・近鉄アート館 / 全労済ホールスペース・ゼロ）ホーニー 役
- 夜会VOL.9 2/2（1997年、シアターコクーン）矢沢圭 役
- エロスとパトスのサトンデス（1999年）
- 話劇〜男と女のお話（2001年 - 2002年）
- 話劇〜II ミステリアス レターズ（2002年）
- 語りドラマシアター 女神（2003年）
- 当店のBEST 7 !（2003年）
- アニエス・ベラドンヌ（2004年、シアターΧ）イゴール・ボーソレーユ 役
- 秋の夜長の5つのおはなし（2004年）
- 少女と老女のポルカ（2004年 - 2006年）
- お楽しみ 福袋!（2005年）
- のろすけむかで、ドッコイショ!?（2006年）
- ある晴れた日に（2006年）
- 3つのちょっといい話（2006年）
- 愛の勝利（2007年、テアトロサンノーブル）エルモクラート 役
- ドビュッシーの生涯（2007年）
- 五人が奏でる四つのエピソード（2007年）
- グルーミング〜猫がつなぐ3つぐらいのラブストーリー〜（2008年）
- Reading theater（2010年）
- やめられない人々（2010年）
- 誰も見たことのない場所（2011年）
- 死に顔ピース（2011年、2019年）
- 女たちのジハード（2014年）松浦正樹、黒スーツの男 役
- 忖度裁判（2020年）
- 29万の雫（2021年）
- 神［GOTT］（2024年）[4]
- 線引き~死者に囲まれる夜~（2024年）
- ゴッホのピストル（2024年）

### CM
- 光製作所「ファイブマン ヒカリサンデスク」（1990年）